# Чешская кухня

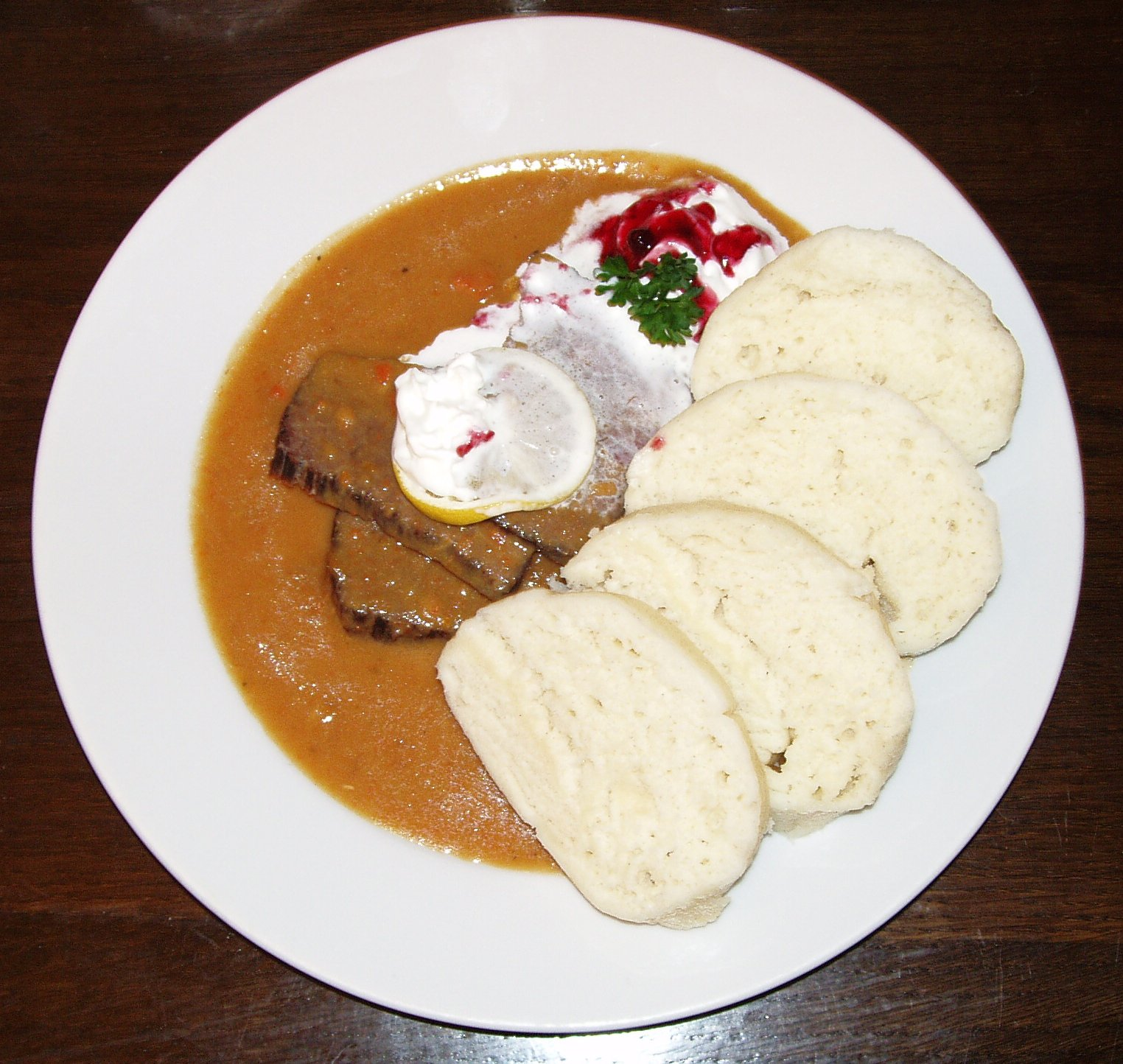
Свичкова на сметане с кнедликами (svíčková na smetaně)

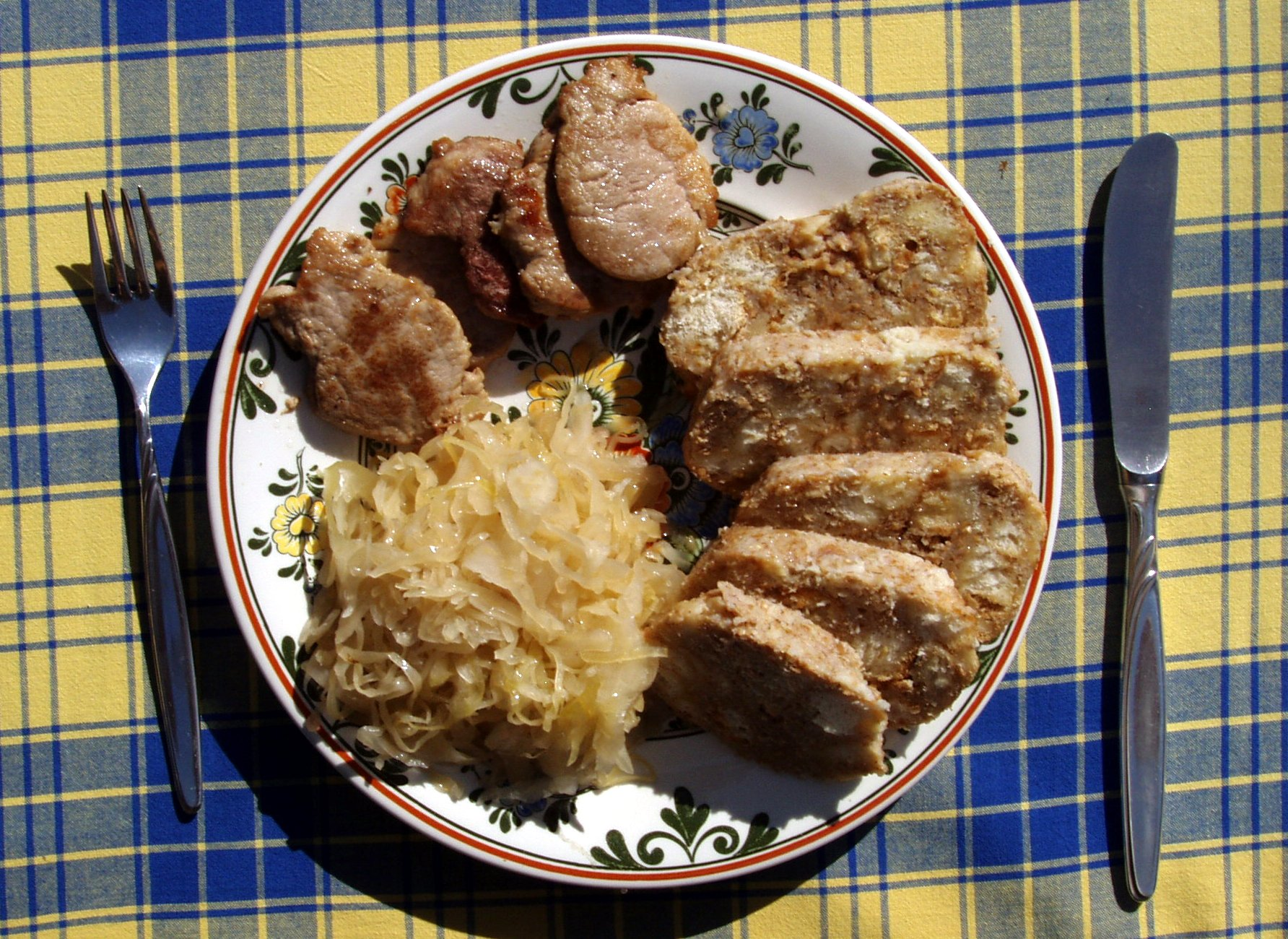
Жареная свинина с кнедликами и капустой (Vepřo-knedlo-zelo)

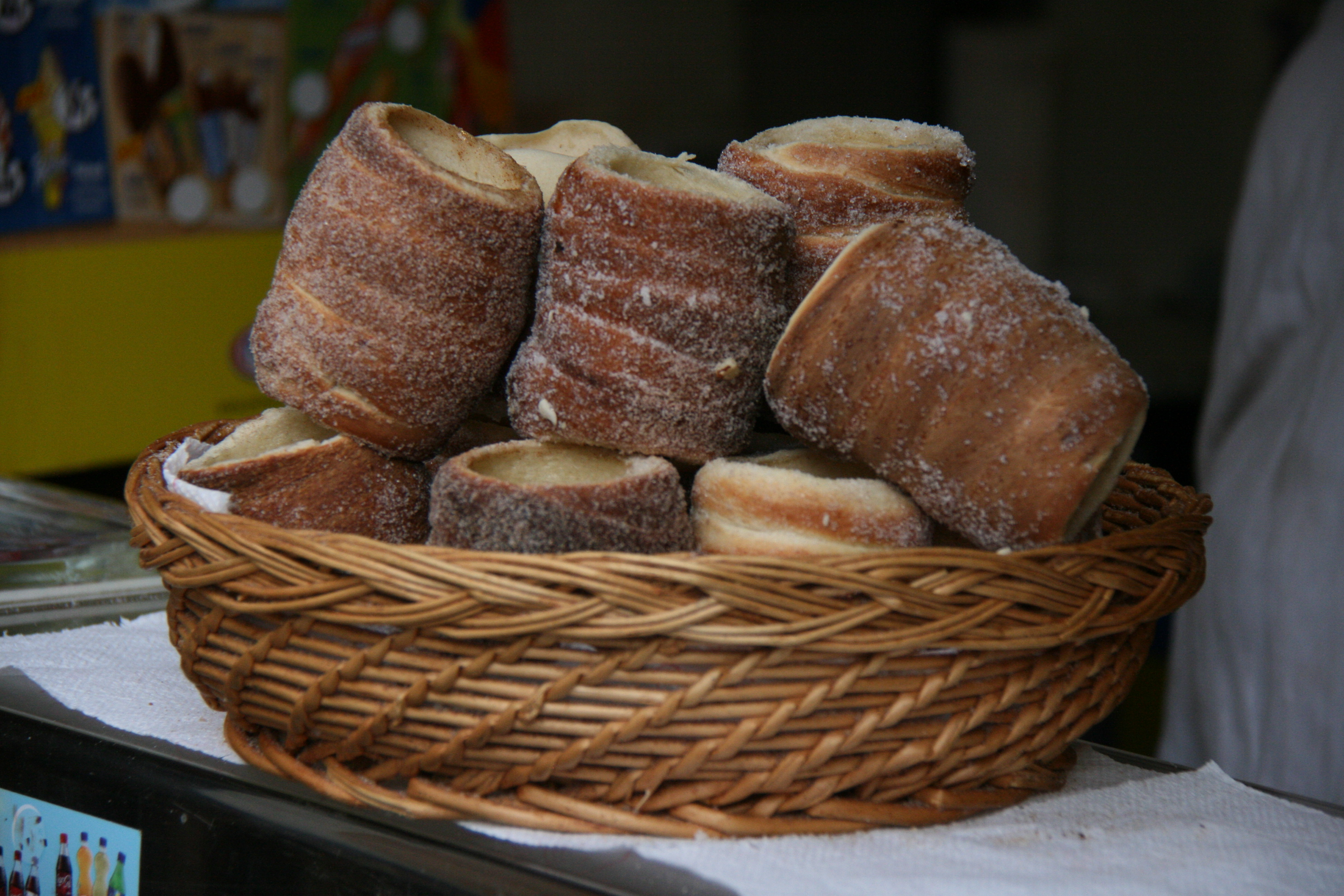
Готовый трдельник (Trdelník)

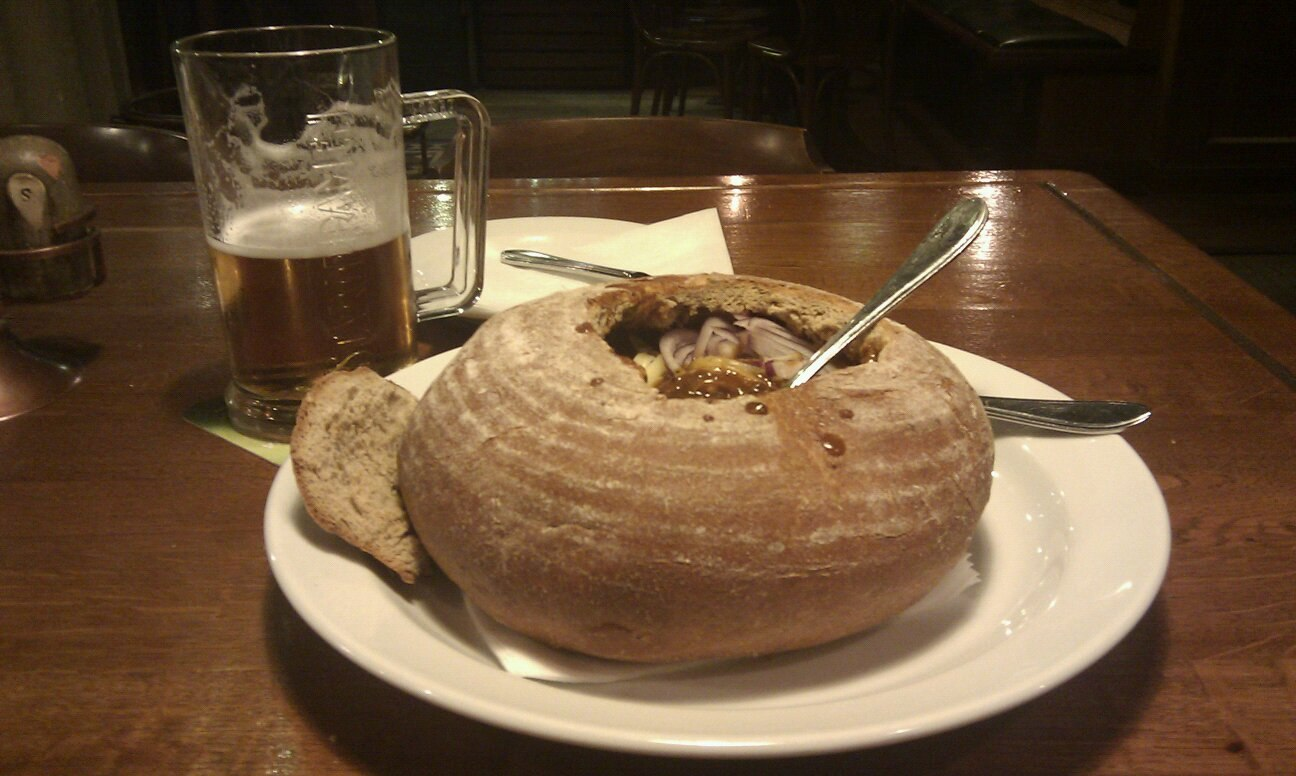
Суп в хлебе

Чешская кухня образовалась из местных кулинарных пристрастий и многочисленных заимствований. Она отличается сытными блюдами и сочно-сладкими десертами. Наиболее характерные для чешской кухни блюда — запеченная свиная рулька (чеш. Pečené vepřové koleno), кнедлики, супы (чеш. Polévky) и утопенцы (чеш. utopenci — маринованные сосиски или шпикачки). Гарниры достаточно разнообразны — картофель (отварной, жареный, фри), тушёная капуста, каши. Настоящим деликатесом чехи считают жареную гусятину с красной капустой. Любимые закуски к пиву — гермелин, оломоуцкие сырки и жареный сыр (чеш. Smažený sýr).
Одной из причин развития именно традиционной чешской кухни и наличия в ней огромного количества разнообразных блюд стало издание многочисленных поваренных книг. Их автором была Магдалена Добромила Реттигова.
Австрийская и чешская кухни схожи. Чехи, равно как и австрийцы, считают основной традиционной едой бифштексы, отбивные, заимствованный у венгров гуляш. Мясо чехи всегда готовят с соусом. К печёному мясу или рыбе обязательно добавляют тмин.
Из сдобного теста пекут калачи, которые украшаются сверху. А ещё — булки, булочки с маком, сыром, повидлом. На улицах часто можно увидеть палатки, в которых выпекают на открытом огне булки, называемые трдельник — тесто, накрученное на скалки и обвалянное в орехах и сахаре.

## Соусы
Чехи очень любят соусы. Их очень много: огуречный, томатный, из хрена, укропный, ежевичный, чесночный, луковый. Вкус соуса зависит от качества исходных продуктов.
Ещё в средние века соусы были одним из любимых видов еды. Тогда соус называли йиха. Основой такого соуса служила каша, которая получалась в результате поджаривания муки на жире. Её разбавляли водой, вином и даже пивом, добавляли специи, корешки. Получившуюся массу можно было употреблять как отдельное блюдо или же подавать к мясу.
Распространенной в общих чертах основой для приготовления соусов сегодня является сок прожаренного мяса, лук, овощи, которые сгущаются и разбавляются сметаной или вином. В бульоне, в котором варят овощи, как правило, пассеруют муку. В этих соусах готовят разные виды мяса — говядину, курицу, дичь, отбивные, ростбиф, к ним как гарнир подают картофельный салат. Достаточно оригинальным видом использования соуса в чешской кухне считается запечённая говядина или свичкова на сметане (чеш. svíčková na smetaně).

## Кнедлики
Кроме соусов обязательными для чешской кухни являются кнедлики — разогретые на пару куски варёного мучного или картофельного теста. Именно их чехи считают идеальным дополнением к различным блюдам. Чаще всего они подаются на гарнир к мясу с густыми соусами «омачками», в который их надо «омакивать» и быстро съедать.
Рецептов кнедликов в чешской кухне очень много: творожные, картофельные, из сухой булки, с добавлением мяса, твердые из сырого картофеля и муки, а также сладкие с фруктами. Фруктовые готовятся из разных видов теста, кнедлики со сливами делают из очень тонкого теста и варят в кипящей воде, а перед подачей на стол посыпают тёртым сыром с сахаром и маслом или маком с сахаром. В северо-восточной моравской кухне, которая имеет много общего со словацкой кухней, кнедлики готовят из дрожжевого теста.

## Рыба и мясо
Чехи не едят рыбу слишком часто, но в сезон вылова или на рождественском столе обязательно должен быть карп. Существует немало разнообразных способов приготовления карпов: рыбный суп, отбивные из карпа, жареный карп. В качестве гарнира обычно подают картофельный салат. Из мяса в Чехии традиционно готовят блюда из свежей свинины, гусятины и фазана. Очень популярна свиная рулька, которую сначала несколько часов маринуют, а потом запекают. На стол её подают с кислой капустой, горчицей и хреном. Известные в Германии и Австрии говяжьи рулетики в Чехии именуются «испанскими пташками».

## Супы
Чешские супы, как правило, кисло-сладкие: суп из квашеной капусты, в которую обязательно добавляют тмин, нарезанный лук и два-три яблока; грибные супы, супы с фрикадельками из печени, овощной суп с кнедликами, чесночный суп, суп-гуляш, фасолевый суп. Они чрезвычайно просты в приготовлении. В супы обязательно добавляют свежую петрушку, а также укроп и тмин. Традиционная чешская кухня использует не очень разнообразный ассортимент пряностей. Наряду с тмином и укропом часто используется имбирь и майоран.
Чешская кухня также ощутила международное влияние, особенно что касается супов. Классические говяжий и куриный бульоны являются одними из самых популярных обеденных блюд.

## Напитки

### Пиво

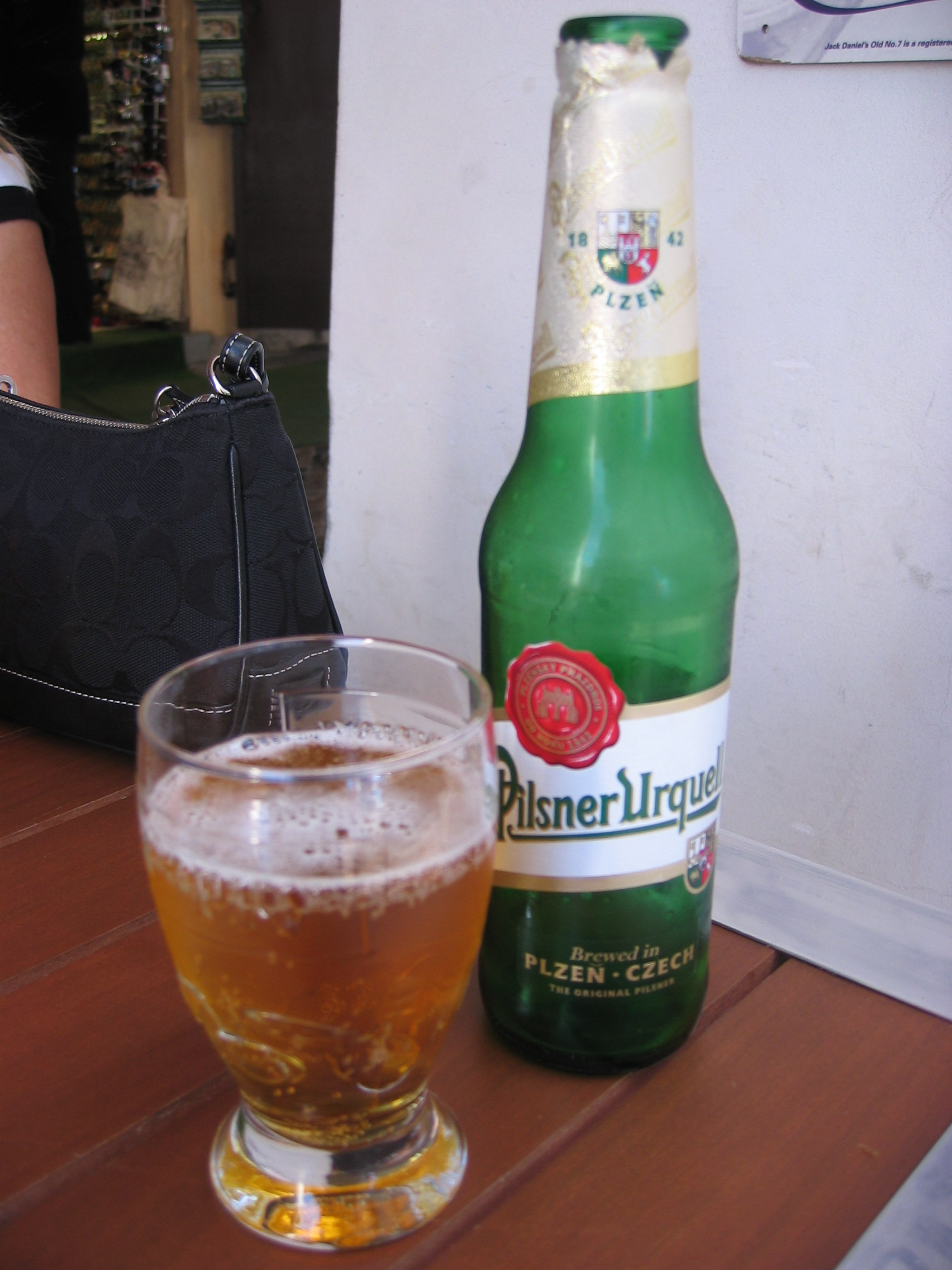
Pilsner Urquell — один из самых известных сортов чешского пива

Пиво, несомненно, является национальным чешским напитком. Некоторые сорта также известны за пределами страны. Это понятно, потому что пивоварение в Чехии имеет давнюю традицию: оно было широко развитым уже в XVI веке. Уже тогда существовало право пивоварения, и никто, кроме владельцев этого права, не мог варить пиво.
Знатоки говорят, что каждый из многочисленных местных сортов пива имеет свой особенный вкус, и выбрать лучший из них — достаточно большая проблема. К тому же, независимо от места приготовления пива и его технологии, все сорта отличаются каким-то особенно «чешским» насыщенным вкусом и ароматом.

### Крепкие спиртные напитки
Несмотря на огромную популярность в Чехии пива, распространено употребление сливовицы, крепость которой составляет 45 градусов, а при двойной перегонке до 75. Для изготовления сливовицы используется сброженный сливовый сок.

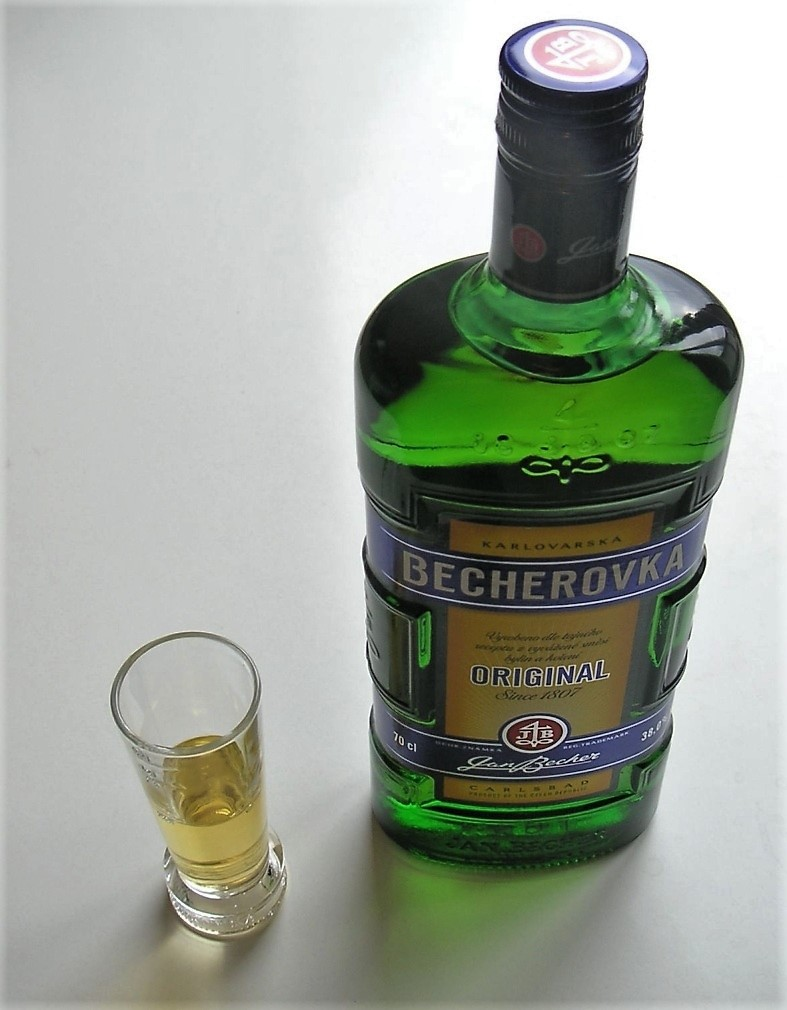
Бехеровка

Также мировой известностью пользуется чешские ликёры под названиями Фернет (Fernet) и Бехеровка (Becherovka). Второй из них был создан в Карловых Варах впервые в 1808 году на основе более 45 трав.

### Безалкогольные напитки
Широкое распространение в Чехии имеет безалкогольный напиток Кофола, производимый из остатков кофеина после обжарки кофе и запатентованного сиропа из яблок, смородины, вишни, малины, кориандра и других натуральных компонентов. Кофола содержит на 30 % меньше сахара по сравнению с Кока-Колой и из состава полностью исключена ортофосфорная кислота, входящая в состав большинства безалкогольных напитков, вызывающая жажду и растворяющая зубную эмаль.